# Kajsas ko
Kajsas ko är en svensk barn-TV-serie från 1999. Serien blev utsedd till bästa barnfilm 2001.

## Handling
Kajsa vinner en ko på ett lotteri. Men Kajsa bor inte på landet. Hur ska hon lösa det?

## Rollista
- Anna-Klara Hagberg – Kajsa
- Tomas Norström – pappa
- Melanie Molkert – Nicole
- Rickard Olsson – bonden
- Anders Andersson – grannen
- Annusjka Hellsten – grannfrun